# Lolo Letalu Matalasi Moliga
Lolo Letalu Matalasi Moliga (ur. 1949 na wyspie Taʻū, Samoa Amerykańskie) – polityk Samoa Amerykańskiego. gubernator Samoa Amerykańskiego od 3 stycznia 2013. Nie należy do żadnej partii. Absolwent Chadron State College San Diego State University.